# Hypnornoides burri
Hypnornoides burri är en kackerlacksart som beskrevs av Rehn, J. A. G. 1917. Hypnornoides burri ingår i släktet Hypnornoides och familjen småkackerlackor. Inga underarter finns listade i Catalogue of Life.